# Agathodaimon
Agathodaimon es una banda de metal formada en Alemania en 1995. La banda anunció su disolución en octubre de 2014. En 2020 anuncian su regreso a la música

## Biografía
La banda se formó en septiembre de 1995 cuando el guitarrista Sathonys y el batería Matthias se juntaron para formar una banda de Death metal con arreglos armónicos. Pusieron anuncios en varias revistas de metal para encontrar más integrantes. En respuesta al anuncio, se les unió el bajista Marko Thomas y el teclista y cantante Vlad Dracul. A finales de 1995 se les unió el guitarrista Hyperion. Con esta formación la banda grabó su primer demo, "Carpe Noctem" que obtuvo buenas críticas en Alemania. Ese demo atrajo la atención de Century Media Records que se volvió la compañía discográfica de la banda. En 1997 el grupo grabó otro demo llamado "Near Dark" que atrajo la atención del sello discográfico Nuclear Blast y la banda terminó firmando con él. En 1997 lanzaron su primer álbum de estudio llamado Tomb Sculptures. En 1998 lanzaron un nuevo álbum titulado Blacken the Angel que obtuvo éxito pero uno de los integrantes, Vlad fue obligado a dejar la banda debido a sus problemas de inmigración, después de regresar a su país natal, Rumanía se le negó el regreso a Alemania. La banda se vio obligada a invitar músicos para grabar su nuevo álbum por lo cual Akaias de Asaru se ocupó de las voces y Marcel "Vampallen" de Nocte Obducta tomó el papel de los teclista. En 1999 Vampallen decidió abandonar la banda para dedicarse a su proyecto Nocte Obducta, fue remplazado por la tecladista Christine S. para grabar su tercer álbum Higher Art of Rebellion. La banda viajó a Rumanía para tocar con Vlad. En 2001 la banda lanza su cuarto álbum Chapter III pero luego Marko salió de la banda por problemas de salud y Christine formó su propia banda Demoniac. Los miembros fueron remplazados por Darin Smith y Felix Ü. Walzer. En 2004 la banda lanzó otro álbum llamado Serpent's Embrace. En 2009 lanzaron un nuevo álbum titulado Phoenix. 

En 2020 luego de 6 años de separación, anuncian su regreso y firman con Napalm Records

## Miembros
| Actualidad - Martin "Sathonys" Wickler - guitarra, voces clara (1995–2014; 2020-presente) - Max Jansch - bajo (2020-presente) - Ernst Ungenuss - batería (2020-presente) - Chris "Ashtrael" Bonner - voces principal (2008–2014; 2020-presente) - Nakhateth - guitarra (2020-presente) | Pasados - Jan Jansohn - Guitarra - Felix Ü. Walzer - Teclados - Manuel Steitz - Batería - Vlad Dracul - Voces, teclados - Marcel "Vampallens" - Teclados - Christine S. - Teclados - Marko Thomas - Bajo - Darin "Eddie" Smith - Bajo - Hyperion - Guitarra - Frank Nordmann (Akaias) - Voces, guitarras (1998-2007) - Matthias R. - Batería |

## Discografía
- 1996: Carpe Noctem - Demo I
- 1997: Near Dark - Demo II
- 1997: Tomb Sculptures
- 1998: Blacken the Angel
- 1999: Higher Art of Rebellion
- 2001: Chapter III
- 2004: Serpent's Embrace
- 2009: Phoenix
- 2013: In Darkness
- 2022: The Seven